# Rally Caja Cantabria de 1997
El Rally Caja Cantabria de 1997, oficialmente 19.º Rally Caja Cantabria, fue la decimonovena edición y la quinta cita de la temporada 1997 del Campeonato de España de Rally. Se celebró del 16 al 18 de mayo y contó con un itinerario de doce tramos que sumaban un total de 223 km cronometrados.

## Itinerario
| Día   | Tramo | Nombre               | Distancia | Ganador                   | Líder               |
| ----- | ----- | -------------------- | --------- | ------------------------- | ------------------- |
| Día 1 | TC1   | San Antonio-Riva     | 25.19 km  | Miguel Ángel Fuster       | Miguel Ángel Fuster |
| Día 1 | TC2   | Ason-Las Machorras   | 24.32 km  | Jesús Puras               | Jesús Puras         |
| Día 1 | TC3   | San Roque-Mirones    | 7.97 km   | Jesús Puras Javier Azcona | Jesús Puras         |
| Día 1 | TC4   | San Antonio-Riva 2   | 25.19 km  | Jesús Puras               | Jesús Puras         |
| Día 1 | TC5   | Ason-Las Machorras 2 | 24.32 km  | Jesús Puras               | Jesús Puras         |
| Día 1 | TC6   | San Roque-Mirones 2  | 7.97 km   | Jesús Puras               | Jesús Puras         |
| Día 1 | TC7   | Secadura-Llueva      | 20.53 km  | Jesús Puras               | Jesús Puras         |
| Día 1 | TC8   | Ampuero-Sámano       | 24.96 km  | Jesús Puras               | Jesús Puras         |
| Día 1 | TC9   | Liendo-Limpias       | 8.78 km   | Jesús Puras               | Jesús Puras         |
| Día 1 | TC10  | Secadura-Llueva 2    | 20.53 km  | Jesús Puras               | Jesús Puras         |
| Día 1 | TC11  | Ampuero-Sámano 2     | 24.96 km  | Jesús Puras               | Jesús Puras         |
| Día 1 | TC12  | Liendo-Limpias 2     | 8.78 km   | Jesús Puras               | Jesús Puras         |

## Clasificación final
| Pos. | Piloto                | Copiloto             | Automóvil           | Tiempo  | Diferencia |
| ---- | --------------------- | -------------------- | ------------------- | ------- | ---------- |
| 1.   | Jesús Puras           | Carlos del Barrio    | Citroën ZX Kit Car  | 2:24:12 | 0.0        |
| 2.   | Miguel Ángel Fuster   | José Vicente Medina  | Peugeot 106 Kit Car | 2:31:03 | +6:51      |
| 3.   | Sergio Vallejo        | Diego Vallejo        | Citroën ZX 16V      | 2:32:13 | +8:01      |
| 4.   | Roberto Blach Sr.     | Juan Carlos Dorado   | Citroën ZX 16V      | 2:36:35 | +12:23     |
| 5.   | Javier Azcona         | Inma Vittorini       | Citroën ZX 16V      | 2:36:59 | +12:47     |
| 6.   | Jon Casais            | Queralt Díaz         | Citroën ZX 16V      | 2:37:05 | +12:53     |
| 7.   | Salvador Cañellas jr. | Alberto Sanchís      | SEAT Ibiza Cupra    | 2:37:54 | +13:42     |
| 8.   | Ignacio Sanfilippo    | Josep María Ricarte  | Peugeot 106 Rallye  | 2:39:11 | +14:59     |
| 9.   | Arturo Rial           | José Lareu Fernández | Citroën ZX 16V      | 2:39:12 | +15:00     |
| 10.  | Félix Álvarez         | Hugo Feito           | SEAT Ibiza Cupra    | 2:39:13 | +15:01     |